# Ортак
Ортак (фр. Ortac) — маленький остров в проливе Ла-Манш в составе Нормандских островов в 5 км к западу от острова Олдерни, коронного владения Великобритании Гернси.
Как и многие другие острова Ла-Манша, название острова древнеисландского происхождения: Or — край, Etac — масса.
На острове есть колония морских птиц северных олушей.
Географические координаты острова Ортак — 49°42′ с. ш. 02°17′ з. д..